# Artistieke vrijheid
Met artistieke vrijheid wordt bedoeld de vrijheid die een kunstenaar zich kan veroorloven om een kunstwerk naar eigen inzicht vorm en inhoud te geven. Deze vrijheid betreft de mogelijkheid om af te wijken van
- dat wat naar algemeen inzicht als "de werkelijkheid" wordt ervaren (representatievrijheid);
- dat wat tot dusver in de kunst gebruikelijk was (vernieuwing);
- de afspraken omtrent de gebruikte kunstvorm (referentialiteit);
- het medium (taal, verf, klank) waarin hij werkt.

## Representatievrijheid
De artistieke vrijheid van de kunstenaar houdt in dat zijn kunst niet waarheidsgetrouw hoeft te zijn. Hij kan beslissen om zijn werk op verschillende manieren en om verschillende redenen van de werkelijkheid te laten afwijken.
- Een reden om van de werkelijkheid af te wijken, kan zijn dat de bedoelde werkelijkheid niet bekend is. Dat is een van de redenen waarom de weergave van Christus’ kruisiging in de loop der eeuwen sterke veranderingen heeft ondergaan; geen kunstenaar is bij die gebeurtenis aanwezig geweest, en iedere schilder of beeldhouwer die het onderwerp behandeld heeft, moest dus wel uitgaan van zijn eigen vrije opvatting. Die vrijheid is overigens ten dele maatschappelijk bepaald: in de vijfde eeuw kon Christus worden weergegeven als staande vóór het kruis, de handen zegenend uitgebreid. Veel later, in de veertiende en vijftiende eeuw, is hij juist de lijdende Christus, meer mens dan God. In tijden van pest is het lichaam vaak verwrongen weergegeven.[1]
- Van de werkelijkheid kan ook worden afgeweken omdat er geen bepaalde, specifieke werkelijkheid wordt bedoeld. Dit geldt in het algemeen voor realistische kunst: deze stelt zich zelden ten doel een waar beeld van de weergegeven gebeurtenissen te geven, het gaat veeleer om waarachtigheid. Het beeld moet in het realisme herkenbaar zijn, de weergave biedt de illusie dat datgene wat wordt weergegeven, werkelijk zo zou kunnen zijn geweest. Maar het werk blijft fictie; een aannemelijk verzinsel. In de woorden van Bertus Aafjes: “Dichters liegen de waarheid”.[2] Schrijvers, schilders en andere kunstenaars geven iets weer wat een aannemelijke visie op de werkelijkheid is (de waarheid), maar wat als zodanig, specifiek, nooit gebeurd is (ze “liegen”; dit is hun artistieke vrijheid).
- Het liegen van de waarheid gaat nog een stap verder wanneer de weergegeven taferelen of gebeurtenissen worden overdreven of vervormd. Zo zijn vele personages in de romans van Charles Dickens uitvergroot tot karikaturale proporties, met overdreven hebbelijkheden of eigenaardige uitspraken. Ondanks die artistieke vrijheid blijven ze herkenbaar; bepaalde eigenschappen worden juist geaccentueerd.

Pastiche, parodie en karikatuur zijn genres waarvan deze vervorming een wezenlijk deel uitmaakt. De parodie, die sterk leunt op bestaande cultuuruitingen, heeft zelfs een speciale juridische status gekregen om de artistieke vrijheid te beschermen tegen botsingen met het auteursrecht.
- De kunstenaar heeft de artistieke vrijheid om nog verder te gaan, en om de illusie van waarachtigheid nog meer te laten varen. Zo wil het impressionisme vooral de indruk van een waarneming op een gegeven moment weergeven; die waarneming is des kunstenaars, is dus artistiek vrij. In de letterkunde biedt de stream of consciousness-techniek een weergave van de werkelijkheid zoals die, alweer volgens de kunstenaar, door een persoon met een geheel eigen, persoonlijk bewustzijn geweest zou kúnnen zijn.

## Vernieuwing
Deze artistieke vrijheden zijn niet alleen van kunstenaar tot kunstenaar verschillend. Want doordat er aldus verschillende benaderingen, scholen en stromingen ontstaan (naast realisme bijvoorbeeld impressionisme), verandert ook het hele paradigma van de kunst. Een nieuwe school veroorlooft zich vrijheden ten opzichte van een oudere stroming, en verwerpt de conventies van die eerdere benadering. Deze vernieuwingen zijn evenzovele voorbeelden van artistieke vrijheid, ditmaal niet tegenover “de” werkelijkheid, maar tegenover eerdere artistieke gewoonten. Voorbeelden:
- Volgens Aristoteles diende het toneel “eenheid van handeling” te bieden. In de zestiende en zeventiende eeuw wordt deze idee uitgewerkt tot drie eenheden: die van plaats, tijd en handeling. Latere toneelstukken laten de illusie van eenheid geheel varen; de kunstenaar veroorlooft zich geheel nieuwe vormen.
- De kunst van de Romantiek neemt afstand van de neoklassieke kunst, en schenkt meer gewicht aan vernieuwing dan aan traditie, benadrukt het gevoel en stelt natuurelementen op de voorgrond.
- In de abstracte kunst heeft de kunstenaar zich vrijgemaakt van de eisen van waarheidsgetrouwe weergave, zoals die in het realisme golden.

## Referentialiteit

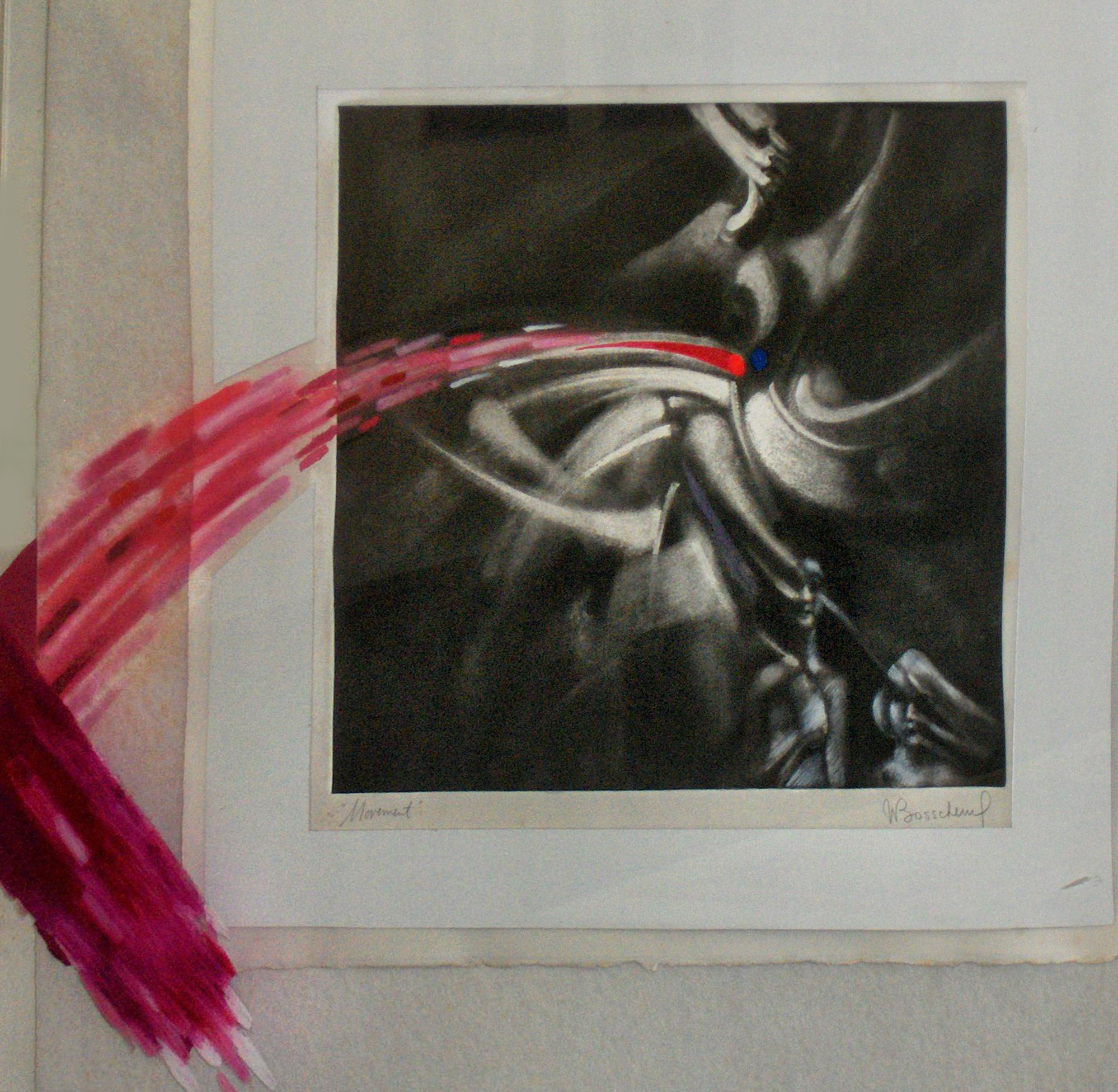
Willy Bosschem, schilderij waarbij gestreefd wordt naar een 3D-effect, door het schilderij voort te zetten op de lijst

De kunstenaar is ten dele altijd gebonden aan zijn traditie. Als hij een roman wil schrijven of een sonate wil componeren, dan kan hij niet “de roman” of “de sonate” als kunstvorm gaan uitvinden; ze bestaan al. Het feit alleen al dat hij in die vorm wil schrijven, veronderstelt het bestaan ervan. Maar deze kunstvormen bestaan bovendien niet in abstracto; zij bestaan doordat er al eerder werken in deze vorm zijn geschreven, vaak talloze werken. Zo bouwt de kunstenaar per definitie voort op het werk van zijn voorgangers. Hij kan zich echter ook vrijheden veroorloven met het werk van die voorgangers. Voorbeelden:
- In een pastiche worden stijl of thema’s van een andere kunstwerk, dat al eerder werd gemaakt en door een andere kunstenaar, nagebootst. Het is niet de bedoeling van de pasticherende kunstenaar om plagiaat te plegen; zijn bedoelingen kunnen variëren van kritiek op het gepasticheerde werk tot entertainment voor de lezer (die de nabootsing herkent) of tot eerbetoon aan de gepasticheerde auteur.
- Een componist kan een thema aan een voorganger ontlenen, dat thema in zijn eigen werk verwerken of er variaties op componeren.
- Een kunstenaar kan een werk scheppen dat de conventies van de betreffende kunstvorm geheel lijkt te volgen, om dan die conventies opeens te doorbreken. Een schilderij kan onverwachts worden voortgezet op de lijst. Een roman kan een vraag oproepen, waarna de auteur die vraag op verrassende wijze beantwoordt. In The French Lieutenant’s Woman werpt John Fowles aan het eind van een hoofdstuk de vraag op, wat zijn hoofdpersoon nu precies voor iemand is. Het volgende hoofdstuk begint: “Ik weet het niet. Dit verhaal dat ik vertel, is een en al verbeelding.” — In beide gevallen worden conventies doorbroken: de conventie dat het schilderij binnen zijn lijst past; de conventie dat de roman doet alsof hij een werkelijkheid weergeeft. De gehele kunstvorm staat opeens ter discussie, en in het kunstwerk wordt verwezen naar de kunstvorm waarvan het werk zelf onderdeel uitmaakt. De schilder veroorlooft zich artistieke vrijheden met zijn schilderij, de romancier met het romangenre.

## Het medium
Ook ten aanzien van het gebruikte medium kan de kunstenaar zich vrijheden veroorloven.
Zo kan hij het medium op ongewone wijze gebruiken:
- Het medium van literatuur is de taal, en die taal is aan bepaalde regels, de grammatica, gebonden. Van die regels kan de dichter, maar ook de prozaschrijver, tot op zekere hoogte afwijken: J.H. Leopold schreef de dichtregel "Om mijn oud woonhuis peppels staan". De woordvolgorde, met de persoonsvorm staan aan het einde, is ongebruikelijk; gebruikelijker zou in alledaagse taal ook zijn geweest mijn oude woonhuis. Er is artistieke vrijheid genomen ten opzichte van wat gebruikelijk is. (zie ook hieronder, "Dichterlijke vrijheid".)
- Het medium voor een schilderij is verf, doorgaans aangebracht in vlakken en lijnen. Die verf kan echter een driedimensionale illusie creëren, als de schilder er vormen in aanbrengt, als het ware erin beeldhouwt.

Maar het is mogelijk een stap verder te gaan, en aan het gebruikte medium andere media toe te voegen:
- Aan de taal kunnen buitentalige elementen worden toegevoegd, zoals dat gebeurt in concrete poëzie of in het expressionisme van Paul van Ostaijen. In het ene geval is het gedicht in een bepaalde visuele vorm gegoten (bijvoorbeeld een kring of een zandloper), in het andere wordt met afwijkende typografie gewerkt, en alweer met vormen.
- Een schilder kan conventionele materialen aanvullen met onconventionele materialen. De collage was aanvankelijk een vorm van artistieke vrijheid, met haar gebruik van allerlei elementen anders dan het gewone medium verf. Die vrijheid is zelf weer een conventie geworden, een nieuw soort vorm die niet langer als individuele vrijheid van het medium wordt ervaren.

## Dichterlijke vrijheid
Een bijzondere plaats binnen de artistieke vrijheden neemt de dichterlijke vrijheid in, al was het maar om het enkele feit dat zij een aparte naam voor zichzelf opeist. Daarnaast kan zij op uiteenlopende niveaus fungeren, met name:
- vrijheid ten opzichte van de standaardtaal
  - grammaticale of lexicale vrijheid
  - vrijheid in ritme en klank
- vrijheid ten opzichte van de werkelijkheid
  - anachronisme
  - afwijking van de bekende feiten.

### Grammaticale en lexicale vrijheid
De versregel van J.H. Leopold, "Om mijn oud woonhuis peppels staan", veroorlooft zich vrijheden met de woordvolgorde. Een andere doorbreking van het grammaticaal gewone valt veelvuldig op bij P.C. Boutens. Als voorbeeld kan een fragment uit zijn "Nacht-stilte" dienen:
… Wat niet ziel tot ziel kon spreken
Door der dagen ijl gegons,

Spreekt uit overluchtsche streken,

Klaar als ster in licht zou breken…
In de eerste versregel zijn diverse structuurelementen weggelaten; de standaardtaal zou wellicht hebben: "Wat de ene ziel niet tot de andere (ziel) kon spreken". De tweede regels valt te duiden als: "Vanwege het ijl(e) gegons der dagen", en hier onderkennen we, behalve het opnieuw weglaten van de -e (net als bij Leopold) ook een zinsbouw die sinds het Vroegmodernnederlands in onbruik is geraakt: in plaats van "der dagen gegons" zeggen wij tegenwoordig "het gegons der dagen". De derde regel komt hieronder ter sprake. In de vierde versregel zijn opnieuw structuurelementen weggelaten: "Zo klaar als een ster in het licht zou uiteenbreken". Door deze weglatingen krijgt het vers een samengebalde concentratie die met de zinsbouw van alledag niet te bereiken zou zijn; en die (in dit geval) van de lezer overigens door haar ongewoonheid en beknoptheid een extra inspanning vergt.
Lexicale vrijheid valt het meest op in de derde versregel, waar het ongebruikelijke "overluchtse streken" speciale interpretatie behoeft. De uitdrukking valt te duiden als "regionen boven de lucht", "daar waar de (sterren)hemel is". Een geringer vrijheid veroorlooft de dichter zich met "Klaar" in plaats van "helder"; een ongebruikelijker, maar bestaand woord.

### Vrijheid in ritme en klank
Dichterlijke vrijheid wordt ook wel in algemener zin opgevat als de vrijheid van iedere dichter die zich van maat en rijm bedient. In de dagelijkse spreektaal ontbreekt immers de regelmaat van de versmaat, met zijn zeer regelmatige afwisseling van beklemtoonde en onbeklemtoonde lettergrepen, en ook het rijm is in de gebruikstaal geen gewoon verschijnsel.

### Anachronisme
Geen lezer of toeschouwer stoort zich eraan dat Shakespeare een klok laat slaat in een toneelstuk welks situering het bestaan van klokken onmogelijk maakt. Kleding van toneelspelers hoeft al evenmin overeen te stemmen met wat in de afgebeelde tijd gebruikelijk was. En bij het zien of lezen van Vondels Noah stoort niemand zich aan de statige beschrijving door de naamgever van het stuk:
Daer komt het morgenlicht gevaeren,
Als een heraut, uit Godts palais…
Het is van geen belang dat er ten tijde van de zondvloed noch herauten, noch paleizen bestonden.

### Afwijking van de bekende feiten
Vondel veroorlooft zich ook de vrijheid te postuleren dat op de dag van de zondvloed er morgenlicht te zien wás, zoals iedere historische roman, ieder op feiten gebaseerd toneelstuk en ieder historisch gedicht zich fictionele elementen veroorlooft, en daarmee poëtische vrijheden neemt. In The Brook Kerith van George Moore (1916) wordt Jezus niet terechtgesteld; Messiah van C.C. Krijgelmans (1961) is een abstracte bespiegeling rond het begrip "messianisme", en is daarmee niet langer tijdgebonden. Het is het prerogatief van de literatuur zich op letterlijk ontelbare wijzen artistieke vrijheden met de werkelijkheid te veroorloven.

## Artistieke vrijheid tegenover vrijheid van kunst
Artistieke vrijheid is iets anders dan vrijheid van kunst. Artistieke vrijheid is het recht van de kunstenaar om zich vrijheden te veroorloven binnen het kunstwerk. Vrijheid van kunst is een politiek of maatschappelijk recht, te vergelijken met de vrijheid van meningsuiting: de kunstenaar is tegenover de politiek gevrijwaard van censuur, en is vrij zonder maatschappelijke inmenging kunst voort te brengen naar eigen inzicht.